# Бандура
Бандура (на украински: бандура) е украински народен многострунен инструмент, познат в някои области и под името кобза. Бандурата е с овална резонаторна кутия, широка закръглена горна дъска и къса шийка, разположена несиметрично към тялото на инструмента. Съвременната бандура има от 40 до 50 струни, които в древността са били значително по-малко на брой. Една част от струните (от които по-дългите и по-ниско звучащите, т.нар. бунти) са опънати над шийката, а другата част (по-късите и по-високо звучащите, т.нар. пристринки) са прикрепени към горната дъска. Първите са настроени на кварти и секунди, а вторият тип струни са настроени диатонично. Съществува и бандура, която е настроена в хармоничен строй, която най-често се нарича кобза. Струните се привеждат в трептене с пръсти, като обикновено това става със специални напръстници.
Бандурата се отличава с плътен звук и характерен тембър.